# Serie Mundial de Rugby 7 2005-06
La Serie Mundial Masculina de Rugby 7 2005-06 fue la 7ª temporada del circuito de selecciones nacionales masculinas de rugby 7.

## Etapas
| Torneo                       | Campeón    |
| ---------------------------- | ---------- |
| Seven de Dubái 2005          | Inglaterra |
| Seven de Sudáfrica 2005      | Fiyi       |
| Seven de Nueva Zelanda 2006  | Fiyi       |
| Seven de Estados Unidos 2006 | Inglaterra |
| Seven de Hong Kong 2006      | Inglaterra |
| Seven de Singapur 2006       | Fiyi       |
| Seven de Francia 2006        | Sudáfrica  |
| Seven de Londres 2006        | Fiyi       |

## Tabla de posiciones
| Pos | País          | UAE | RSA | NZL | USA | HKG | SIN | ENG | FRA | Puntos |
| --- | ------------- | --- | --- | --- | --- | --- | --- | --- | --- | ------ |
| 1   | Fiyi          | 16  | 20  | 20  | 16  | 24  | 20  | 8   | 20  | 144    |
| 2   | Inglaterra    | 20  | 12  | 8   | 20  | 30  | 16  | 4   | 12  | 122    |
| 3   | Sudáfrica     | 12  | 12  | 16  | 12  | 18  | 12  | 20  | 8   | 110    |
| 4   | Nueva Zelanda | 8   | 6   | 12  | 12  | 18  | 4   | 4   | 12  | 76     |
| 5   | Samoa         | 12  | 8   | 4   | 0   | 8   | 8   | 16  | 16  | 72     |
| 6   | Argentina     | 4   | 16  | 6   | 8   | 8   | 12  | 6   | 4   | 64     |
| 7   | Francia       | 6   | 4   | 12  | 6   | 0   | 6   | 12  | 4   | 50     |
| 8   | Australia     | 4   | 4   | 4   | 4   | 8   | 4   | 12  | 0   | 40     |
| 9   | Kenia         | 0   | 0   | 0   | 0   | 3   | 2   | 2   | 6   | 13     |
| 10  | Escocia       | 0   | 0   | 2   | 2   | 8   | 0   | 0   | 0   | 12     |
| 11  | Gales         | 2   | 2   | 0   | 0   | 4   | 0   | 0   | 0   | 8      |
| 12  | Canadá        | 0   | 0   | 0   | 4   | 0   | 0   | 0   | 0   | 4      |
| 13  | Portugal      | 0   | 0   | 0   | 0   | 0   | 0   | 0   | 2   | 2      |
| 14  | China         | 0   | 0   | 0   | 0   | 1   | 0   | 0   | 0   | 1      |

| Bandera de Fiyi |
| Campeón Fiyi    |
| Primer título   |